# 옙 D1
옙 D1(Yepp D1, YP-D1)은 삼성전자에서 2005년 12월 28일에 출시한 포터블 미디어 플레이어이다.